# Fritillaria sewerzowii
Fritillaria sewerzowii är en liljeväxtart som beskrevs av Eduard August von Regel. Fritillaria sewerzowii ingår i Klockliljesläktet och i familjen liljeväxter. Inga underarter finns listade.

## Bildgalleri

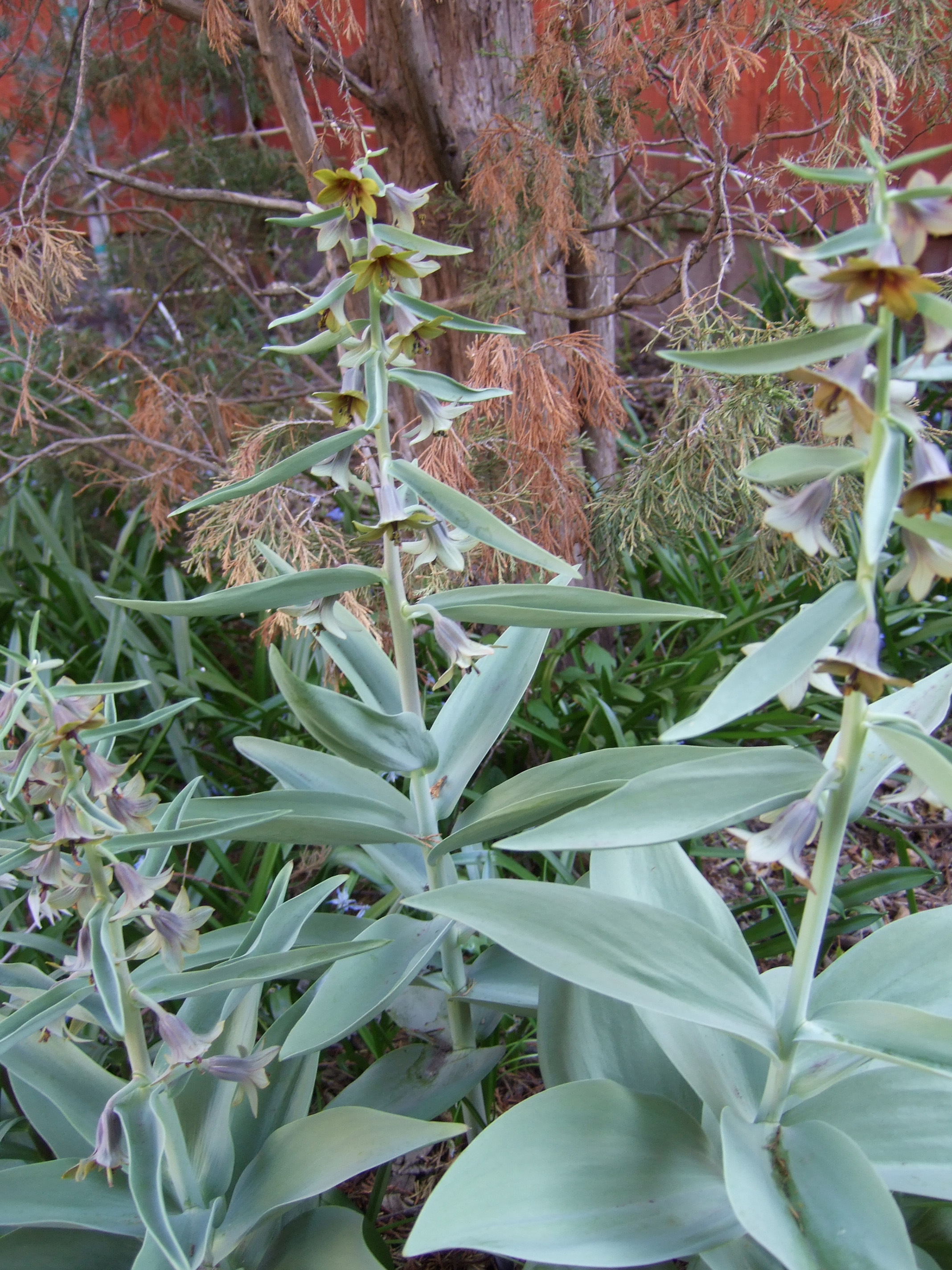
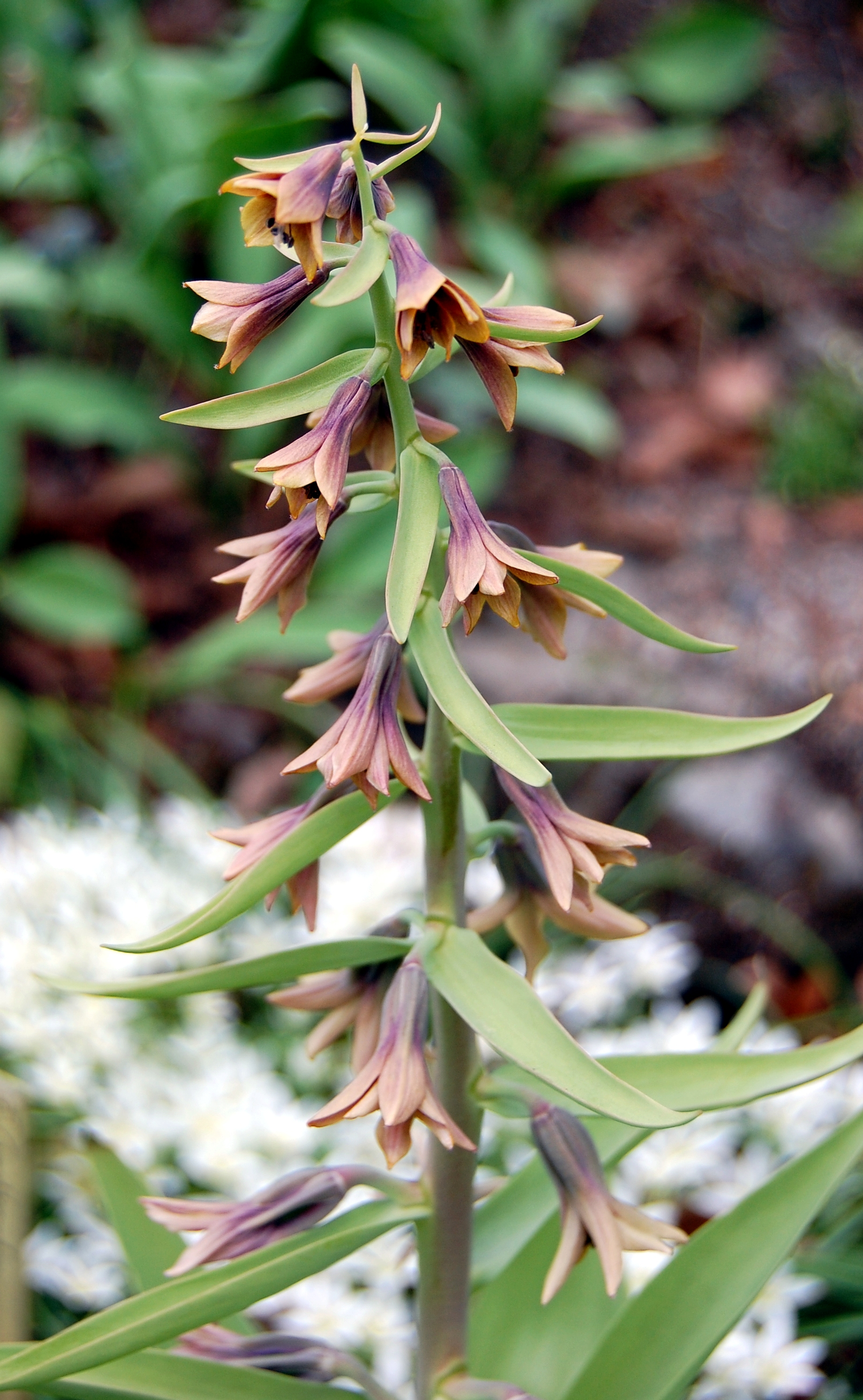
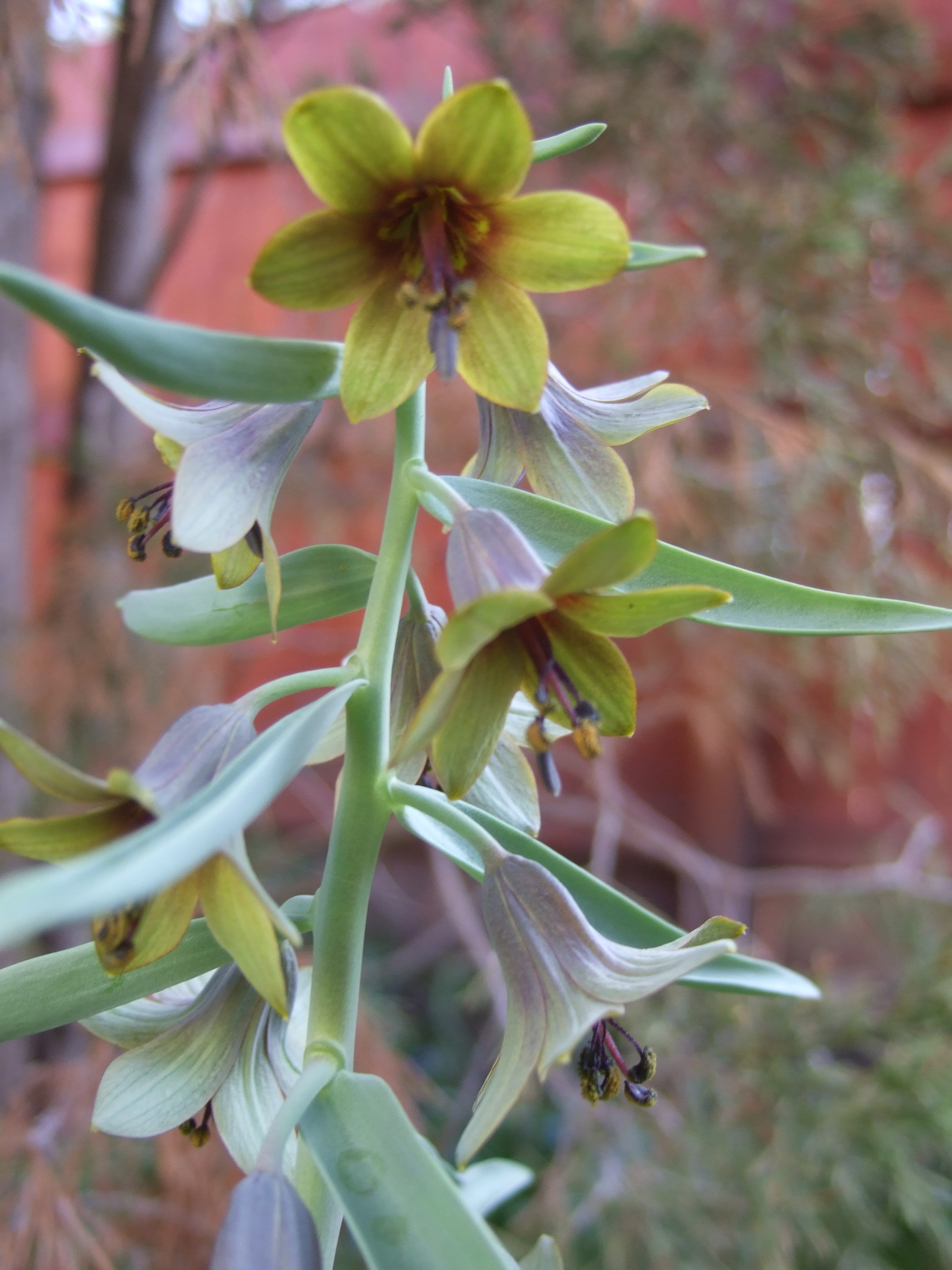
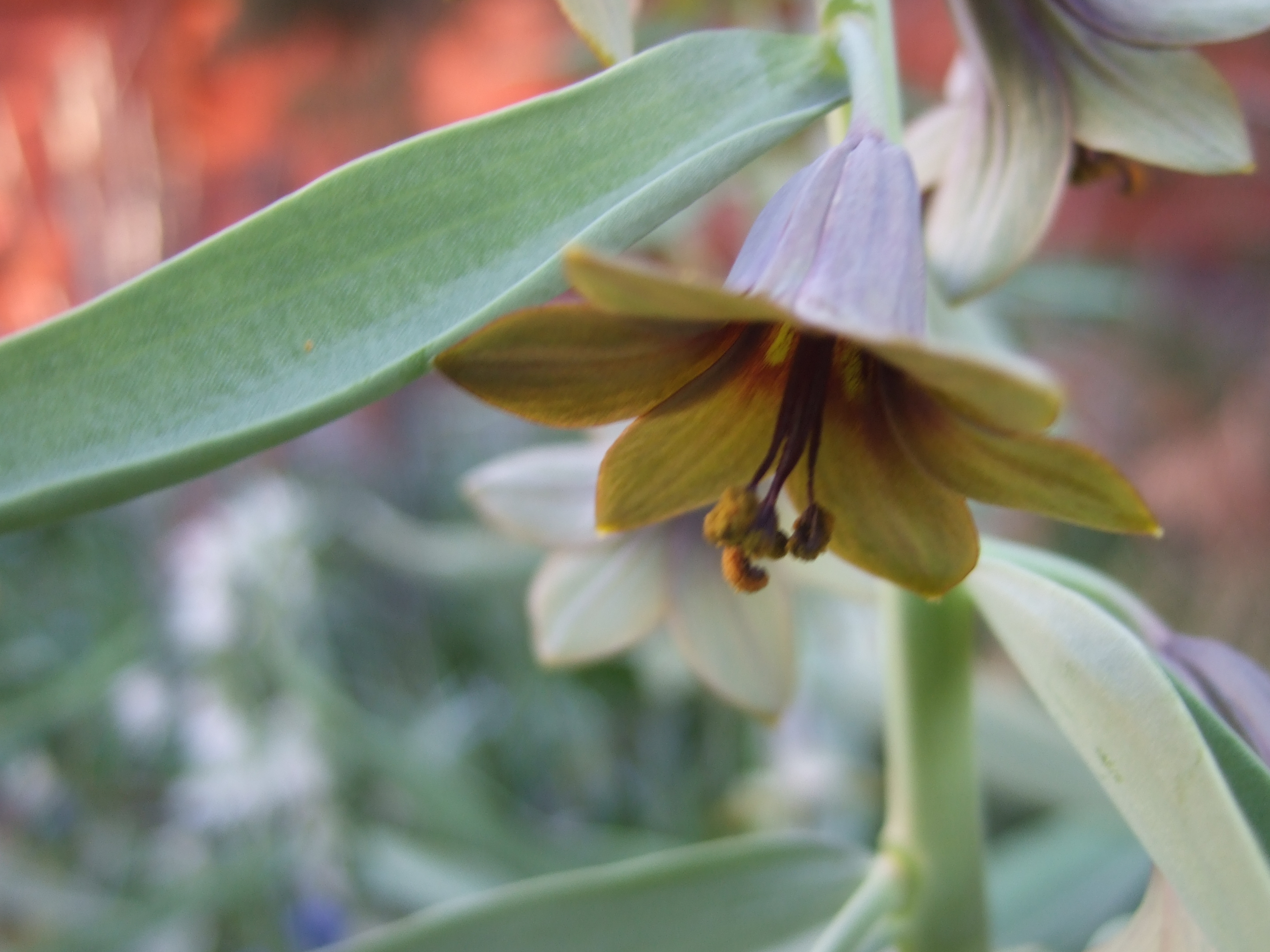
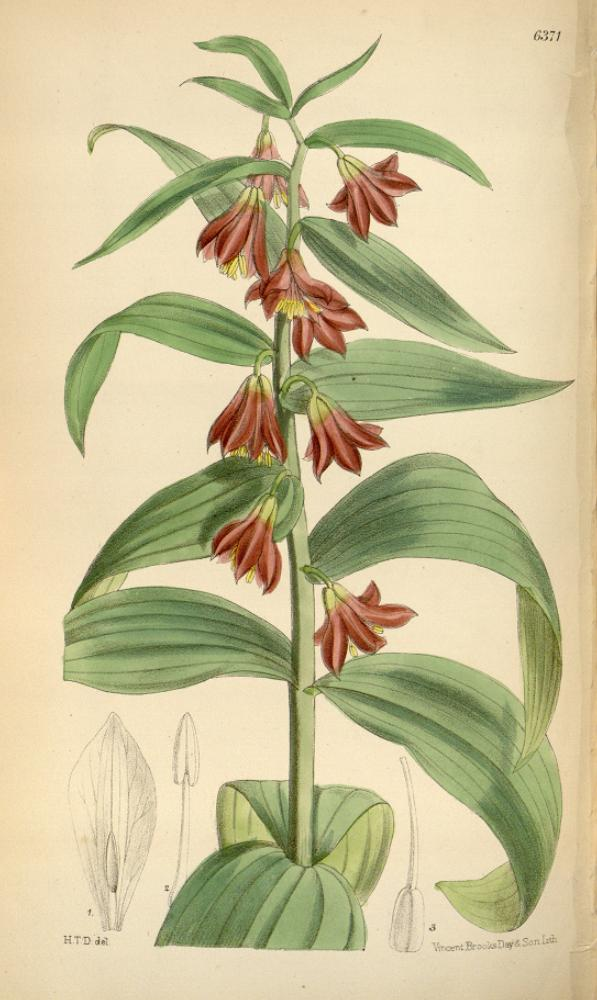